# Sargocentron praslin
Sargocentron praslin là một loài cá biển thuộc chi Sargocentron trong họ Cá sơn đá. Loài này được mô tả lần đầu tiên vào năm 1802.

## Từ nguyên
Từ định danh praslin được đặt theo tên gọi của mũi Praslin (đảo New Britain), cũng là nơi thu thập mẫu định danh của loài cá này.

## Phân bố và môi trường sống
S. praslin có phân bố rộng khắp khu vực Ấn Độ Dương - Thái Bình Dương, từ Kenya và Mozambique trải dài về phía đông đến tận quần đảo Société và quần đảo Pitcairn, ngược lên phía bắc đến Nam Nhật Bản (gồm cả quần đảo Ryukyu), xa về phía nam đến Úc và Nouvelle-Calédonie. S. praslin cũng được ghi nhận tại Việt Nam. Thông qua kênh đào Suez, S. praslin đã tiến vào vùng biển Địa Trung Hải.
S. praslin sống trên đới mặt bằng rạn, được tìm thấy ở độ sâu đến ít nhất là 20 m, thường tập trung ở khu vực san hô chết.

## Mô tả
Chiều dài cơ thể lớn nhất được ghi nhận ở S. praslin là 32 cm. Thân có các sọc màu nâu sẫm đến đỏ nâu, xen kẽ là sọc trắng bạc. Hai sọc màu sẫm trên cùng thường kết thúc bằng một vệt nâu sẫm.
Số gai ở vây lưng: 11; Số tia vây ở vây lưng: 12–13; Số gai ở vây hậu môn: 4; Số tia vây ở vây hậu môn: 8–9.